# パプアニューギニアの島の一覧
パプアニューギニアの島の一覧（パプアニューギニアのしまのいちらん）を示す。

## 一覧 (面積順)
パプアニューギニアにある面積100km2以上の島。
| 順位 | 島名                 | 面積(km2) | 緯度経度                                                            |
| ---- | -------------------- | --------- | ------------------------------------------------------------------- |
| 1    | ニューギニア島       | 829,200   | 南緯5度30分00秒 東経141度00分00秒 / 南緯5.50000度 東経141.00000度   |
| 2    | ニューブリテン島     | 35,145    | 南緯5度44分00秒 東経150度44分00秒 / 南緯5.73333度 東経150.73333度   |
| 3    | ブーゲンビル島       | 9,318     | 南緯6度14分40秒 東経155度23分02秒 / 南緯6.24444度 東経155.38389度   |
| 4    | ニューアイルランド島 | 7,404     | 南緯3度50分00秒 東経152度30分00秒 / 南緯3.83333度 東経152.50000度   |
| 5    | マヌス島             | 1,940     | 南緯2度05分00秒 東経147度00分00秒 / 南緯2.08333度 東経147.00000度   |
| 6    | ファーガソン島       | 1,437     | 南緯9度30分00秒 東経150度40分00秒 / 南緯9.50000度 東経150.66667度   |
| 7    | ニューハノーバー島   | 1,227     | 南緯2度30分00秒 東経150度15分00秒 / 南緯2.50000度 東経150.25000度   |
| 8    | ノーマンビー島       | 1,040     | 南緯10度00分00秒 東経151度00分00秒 / 南緯10.00000度 東経151.00000度 |
| 9    | ウンボイ島           | 930       | 南緯5度32分00秒 東経147度52分00秒 / 南緯5.53333度 東経147.86667度   |
| 10   | ウッドラーク島       | 874       | 南緯9度07分35秒 東経152度48分20秒 / 南緯9.12639度 東経152.80556度   |
| 11   | バナチナイ島         | 866       | 南緯11度30分00秒 東経153度26分00秒 / 南緯11.50000度 東経153.43333度 |
| 12   | グッドイナフ島       | 687       | 南緯9度22分00秒 東経150度16分00秒 / 南緯9.36667度 東経150.26667度   |
| 13   | ブカ島               | 682       | 南緯5度15分00秒 東経154度38分00秒 / 南緯5.25000度 東経154.63333度   |
| 14   | ロング島             | 500       | 南緯5度21分00秒 東経147度07分00秒 / 南緯5.35000度 東経147.11667度   |
| 15   | カルカル島           | 400       | 南緯4度38分00秒 東経145度58分00秒 / 南緯4.63333度 東経145.96667度   |
| 16   | ムサウ島             | 400       | 南緯1度25分01秒 東経149度37分59秒 / 南緯1.41694度 東経149.63306度   |
| 17   | キワイ島             | 359       | 南緯8度33分00秒 東経143度25分00秒 / 南緯8.55000度 東経143.41667度   |
| 18   | キリウィナ島         | 267       | 南緯8度31分11秒 東経151度05分01秒 / 南緯8.51972度 東経151.08361度   |
| 19   | ロッセル島           | 263       | 南緯11度21分00秒 東経154度09分00秒 / 南緯11.35000度 東経154.15000度 |
| 20   | ミシマ島             | 203       | 南緯10度40分00秒 東経152度45分00秒 / 南緯10.66667度 東経152.75000度 |
| 21   | パーウートゥ島       | 186       | 南緯8度24分00秒 東経143度27分00秒 / 南緯8.40000度 東経143.45000度   |
| 22   | ワビューダ島         | 109       | 南緯8度23分00秒 東経143度37分00秒 / 南緯8.38333度 東経143.61667度   |
| 23   | サイドア島           | 107       | 南緯10度35分00秒 東経150度52分00秒 / 南緯10.58333度 東経150.86667度 |
| 24   | バシラキ島           | 100       | 南緯10度37分19秒 東経151度00分55秒 / 南緯10.62194度 東経151.01528度 |
| 25   | ダイオール島         | 100       | 南緯2度56分00秒 東経150度53分00秒 / 南緯2.93333度 東経150.88333度   |